# Brad Bird
Phillip Bradley "Brad" Bird (n. 24 septembrie 1957, în Kalispell, Montana) este un regizor, scenarist, animator, producător și actor american. A regizat multe filme cunoscute, inclusiv Ratatouille. 

## Filmografie

### Filme artistice
| An   | Titlu                                | Regizor | Scenarist | Producător de film | Animator | Actor de voce | Rol                          |
| ---- | ------------------------------------ | ------- | --------- | ------------------ | -------- | ------------- | ---------------------------- |
| 1980 | Animalympics                         |         |           |                    | Da       |               |                              |
| 1981 | The Fox and the Hound (uncredited)   |         |           |                    | Da       |               |                              |
| 1982 | The Plague Dogs                      |         |           |                    | Da       |               |                              |
| 1987 | *batteries not included              |         | Da        |                    |          |               |                              |
| 1999 | The Iron Giant                       | Da      | Da        |                    | Da       |               |                              |
| 2004 | The Incredibles                      | Da      | Da        |                    |          | Da            | Edna Mode                    |
| 2005 | Jack-Jack Attack (short)             | Da      |           |                    |          |               |                              |
| 2005 | Assassination Vacation               |         |           |                    |          | Da            | Charles Guiteau Emma Goldman |
| 2007 | Ratatouille                          | Da      | Da        |                    |          | Da            | Ambrister Minion             |
| 2011 | Mission: Impossible – Ghost Protocol | Da      |           |                    |          |               |                              |
| 2015 | Tomorrowland                         | Da      | Da        | Da                 |          |               |                              |
| TBA  | The Incredibles 2                    |         | Da        |                    |          |               |                              |

### Televiziune
| An        | Titlu           | Note                              |
| --------- | --------------- | --------------------------------- |
| 1985-1987 | Amazing Stories | Writer Producer                   |
| 1987      | Family Dog      | Creator Writer Animation producer |
| 1988-1998 | The Simpsons    | Creative Consultant Director      |

### Clipuri video
| An   | Titlu            | Note    |
| ---- | ---------------- | ------- |
| 1990 | "Do the Bartman" | Regizor |

## Recepție

### Critică
| Film                                 | Rotten Tomatoes | Metacritic |
| ------------------------------------ | --------------- | ---------- |
| The Iron Giant                       | 97%             | 85         |
| The Incredibles                      | 97%             | 90         |
| Ratatouille                          | 96%             | 96         |
| Mission: Impossible – Ghost Protocol | 94%             | 73         |
| Average                              | 96%             | 86         |

## Premii și nominalizări
| An   | Premiu                                               | Categorie                                                                                                  | Film                                 | Rezultat     |
| ---- | ---------------------------------------------------- | --- | ------------------------------------ | ------------ |
| 1999 | Annie Award                                          | Directing in an Animated Feature Production                                                                | The Iron Giant                       | Câștigat     |
| 1999 | Annie Award                                          | Outstanding Individual Achievement for Writing in an Animated Feature Production Shared with Tim McCanlies | The Iron Giant                       | Câștigat     |
| 1999 | Los Angeles Film Critics Association Award           | Best Animation                                                                                             | The Iron Giant                       | Câștigat     |
| 2000 | BAFTA Children's Award                               | Best Feature Film Shared with Allison Abbate, Des McAnuff and Tim McCanlies                                | The Iron Giant                       | Câștigat     |
| 2000 | Hugo Award                                           | Best Dramatic Presentation Shared with Tim McCanlies and Ted Hughes (Based upon the book)                  | The Iron Giant                       | Nominalizare |
| 2000 | Science Fiction and Fantasy Writers of America Award | Best Script                                                                                                | The Iron Giant                       | Nominalizare |
| 2004 | Los Angeles Film Critics Association Award           | Best Animation                                                                                             | The Incredibles                      | Câștigat     |
| 2005 | Academy Award                                        | Best Animated Feature                                                                                      | The Incredibles                      | Câștigat     |
| 2005 | Academy Award                                        | Best Writing                                                                                               | The Incredibles                      | Nominalizare |
| 2005 | Annie Award                                          | Outstanding Individual Achievement for Directing in an Animated Feature Production                         | The Incredibles                      | Câștigat     |
| 2005 | Annie Award                                          | Outstanding Individual Achievement for Writing in an Animated Feature Production                           | The Incredibles                      | Câștigat     |
| 2005 | Annie Award                                          | Outstanding Individual Achievement for Voice Acting in an Animated Feature Production                      | The Incredibles                      | Câștigat     |
| 2005 | Hugo Award                                           | Best Dramatic Presentation                                                                                 | The Incredibles                      | Câștigat     |
| 2005 | London Critics Circle Film Awards                    | Screenwriter of the Year                                                                                   | The Incredibles                      | Nominalizare |
| 2005 | Online Film Critics Society Award                    | Best Screenplay, Original                                                                                  | The Incredibles                      | Nominalizare |
| 2005 | Saturn Award                                         | Best Writing                                                                                               | The Incredibles                      | Câștigat     |
| 2005 | Science Fiction and Fantasy Writers of America Award | Best Script                                                                                                | The Incredibles                      | Nominalizare |
| 2006 | Hugo Award                                           | Best Dramatic Presentation                                                                                 | Jack-Jack Attack                     | Nominalizare |
| 2007 | Boston Society of Film Critics Award                 | Best Screenplay                                                                                            | Ratatouille                          | Câștigat     |
| 2007 | Chicago Film Critics Association Award               | Best Screenplay, Original                                                                                  | Ratatouille                          | Nominalizare |
| 2007 | Los Angeles Film Critics Association Award           | Best Animation Shared with Jan Pinkava                                                                     | Ratatouille                          | Câștigat     |
| 2008 | Academy Award                                        | Best Animated Feature                                                                                      | Ratatouille                          | Câștigat     |
| 2008 | Academy Award                                        | Best Writing Shared with Jan Pinkava and Jim Capobianco                                                    | Ratatouille                          | Nominalizare |
| 2008 | Annie Award                                          | Outstanding Individual Achievement for Directing in an Animated Feature Production                         | Ratatouille                          | Câștigat     |
| 2008 | Annie Award                                          | Outstanding Individual Achievement for Writing in an Animated Feature Production Shared with Tim McCanlies | Ratatouille                          | Câștigat     |
| 2008 | BAFTA Film Award                                     | Best Animated Film                                                                                         | Ratatouille                          | Câștigat     |
| 2008 | Online Film Critics Society Award                    | Best Screenplay, Original                                                                                  | Ratatouille                          | Nominalizare |
| 2008 | Saturn Award                                         | Best Writing                                                                                               | Ratatouille                          | Câștigat     |
| 2012 | Saturn Award                                         | Best Director                                                                                              | Mission: Impossible – Ghost Protocol | Nominalizare |